# 말라 왕조
말라 왕조(네팔어: मल्ल वंश 말라 반샤)는 1201년부터 1779년까지 네팔 카트만두 계곡의 지배 왕조였다. 이 왕조는 아리데바 말라에 의해 세워졌다. 말라 왕조는 라구밤사 왕조에 속한다고 여겨졌지만, 또한 리차비 왕조의 계승자이자 후손으로도 여겨졌다. 후기 말라 왕들은 또한 미틸라의 카르나타 왕조의 창시자인 난야데바로부터 혈통의 기원을 추적했다. 말라라는 용어는 산스크리트어로 레슬러를 의미한다. 카트만두 계곡에서 말라라는 단어의 첫 번째 사용은 1201년에 시작되었다.
말라 왕조는 히말라야 산기슭에서 가장 정교한 도시 문명 중 하나이자 인도-티베트 무역로의 핵심 목적지로 발전한 네팔 만달라의 네와르 문명을 주재하고 번영시켰으며, 이들의 시대는 600년 이상 지속되었다. 네와르어가 서민들의 언어였다면, 마이틸리어는 문학과 궁정 언어였다. 그러나 훗날 네와르어는 14세기부터 18세기 후반까지 네팔의 궁정어 및 공용어로 발전했다.